# 3466 Ritina
A 3466 Ritina (ideiglenes jelöléssel 1975 EA6) a Naprendszer kisbolygóövében található aszteroida. Nyikolaj Sztyepanovics Csernih fedezte fel 1975. március 6-án.